# Glaucocharis qujingella
Glaucocharis qujingella là một loài bướm đêm thuộc họ Crambidae. Loài này được Wang và Sung mô tả năm 1988. Loài này có ở Trung Quốc (Vân Nam).